# Vuachère
Pronunciação
Vuachère é um rio no cantão de Vaud, na Suíça.